# Geert Prummel
Geert Prummel (Groningen, 6 februari 1928 - aldaar, 19 november 1995) was een Nederlands zakenman en voetballer.
Prummel was in de naoorlogse jaren als doelman van Be Quick een bekend sportman in Groningen en omstreken. Samen met voetballers als Henk Plenter (bijnaam: 'mister Be Quick'), Frans Hogenbirk en Hennie Rozema maakte Prummel, steevast gekleed op de manier waarop veel Groningse voetballiefhebbers hem zullen herinneren: in een smetteloos witte trui, deel uit van het team dat Be Quick in die jaren naar menig kampioenschap voerde. Hij was daarnaast werkzaam in de verf- en behangindustrie, eerst als vertegenwoordiger en later als marketingmanager.
Geert Prummel was de zoon van Sjoerd Prummel, die eveneens bekend was in Groningse voetbalkringen.